# Област Нива
Област Нива (јап. 丹羽郡) Nukata-gun се налази у префектури Аичи, Јапан. 
2003. године, у области Нива живело је 53.576 становника и густину насељености од 2,163.81 становника по км². Укупна површина је 24,76 км².

## Историја

### Вароши и села
- Фусо
- Огучи